# Мияко (остров)
Мияко (яп. 宮古島) (Миякодзима) — крупнейший остров из группы островов Мияко, второй по величине среди островов Сакисима архипелага Рюкю, Япония. Административно относится к округу Мияко уезда Мияко префектуры Окинава.
Скелет из пещеры Пиндза-Абу датируется возрастом ок. 30 тыс. лет (верхний палеолит).

## География
Остров равнинный, наивысшая точка — гора Накао высотой 115 м. Рек нет, есть небольшое озеро Ираэван на юге острова. Площадь острова — 158,7 км².
На востоке из острова выдаётся мыс Хигаси-Хэннадзаки длиной около 2 км, на котром разбит одноимённый парк, и на конце которого стоит маяк Хигаси-Хэннадзаки.

## Население
Население составляет примерно 55 914 человек (2006). Остров очень густо заселён, поселения расположены плотно друг к другу. Крупнейшим среди них является город Хирара, также есть населённые пункты Гусукубэ (Фукудзато), Ёсино, Бора, Мацубару и Каримата.
Мостами соединён с островами Икэма, Ирабу и Курима.

## Фотогалерея

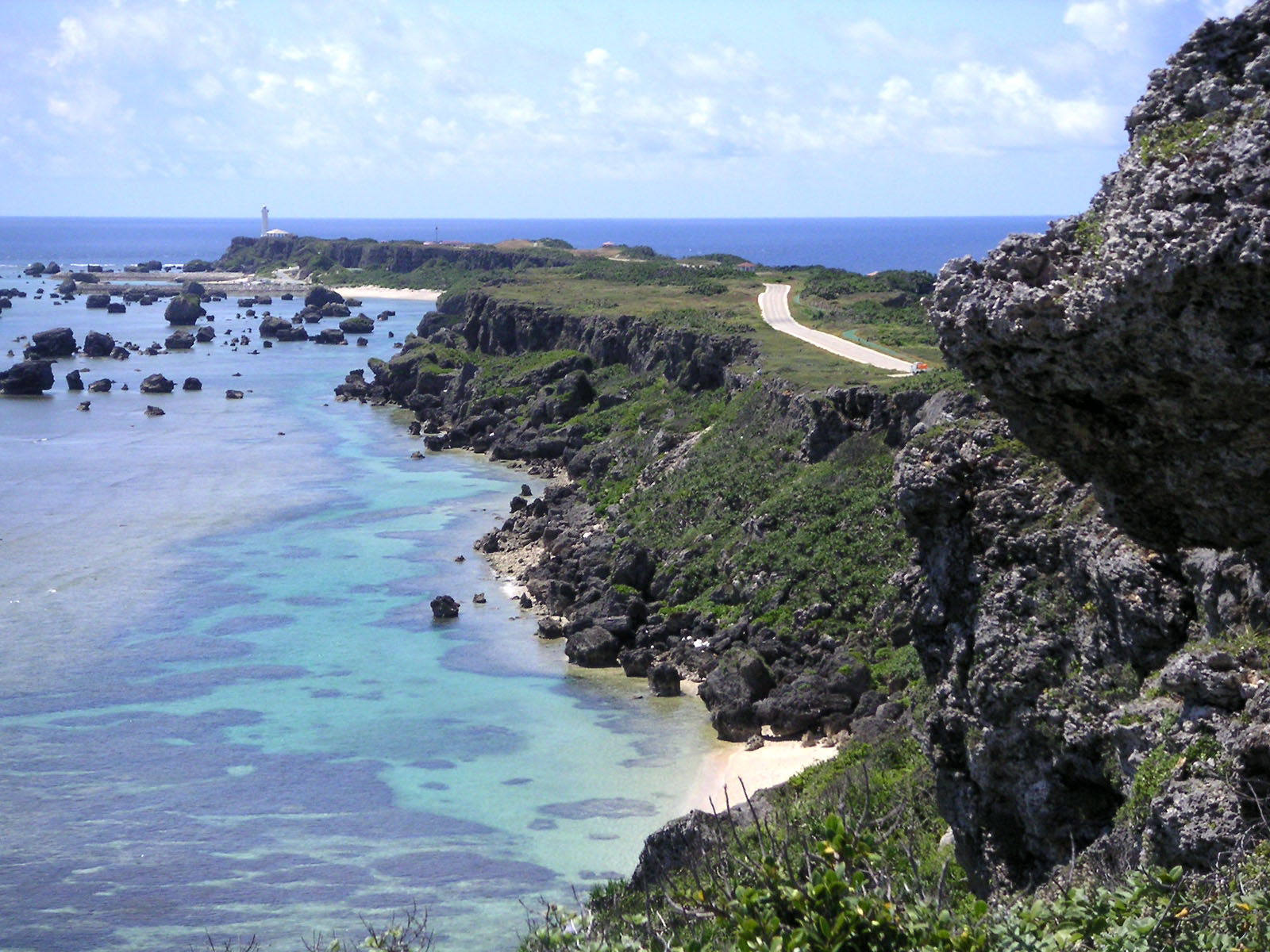
Мыс Хигасихэнна
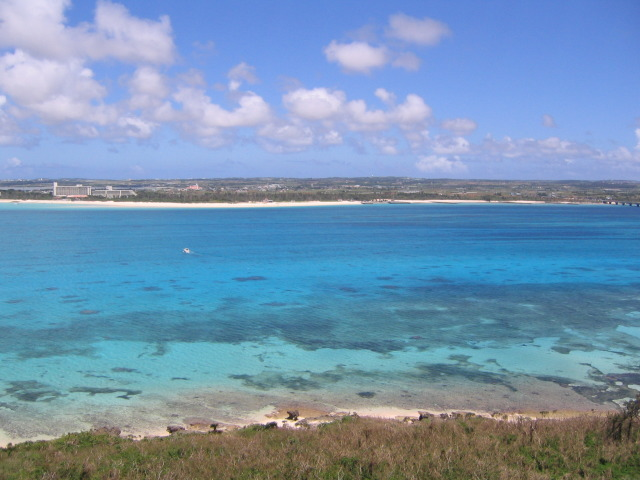
Северное побережье
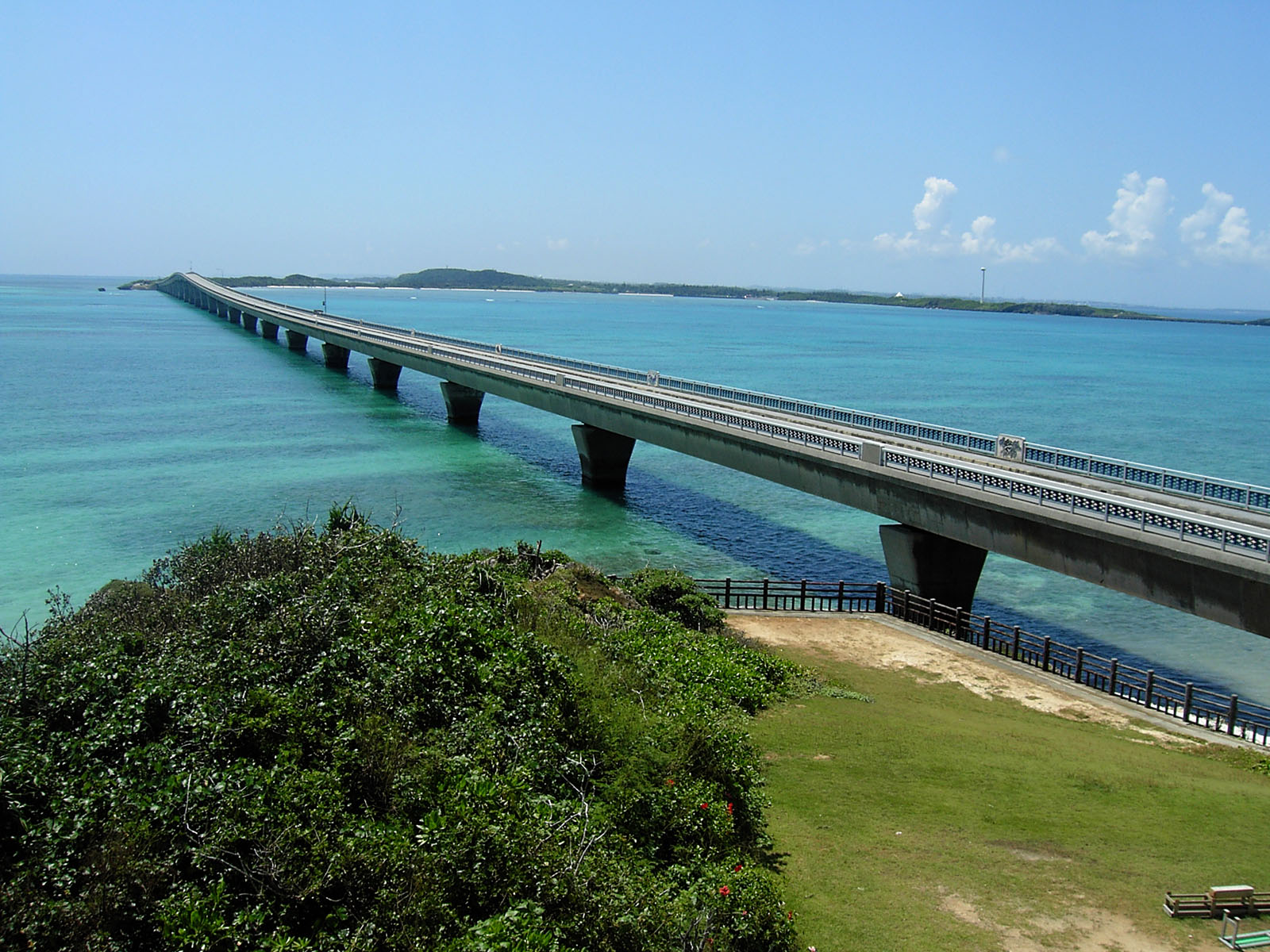
Мост на Икэму
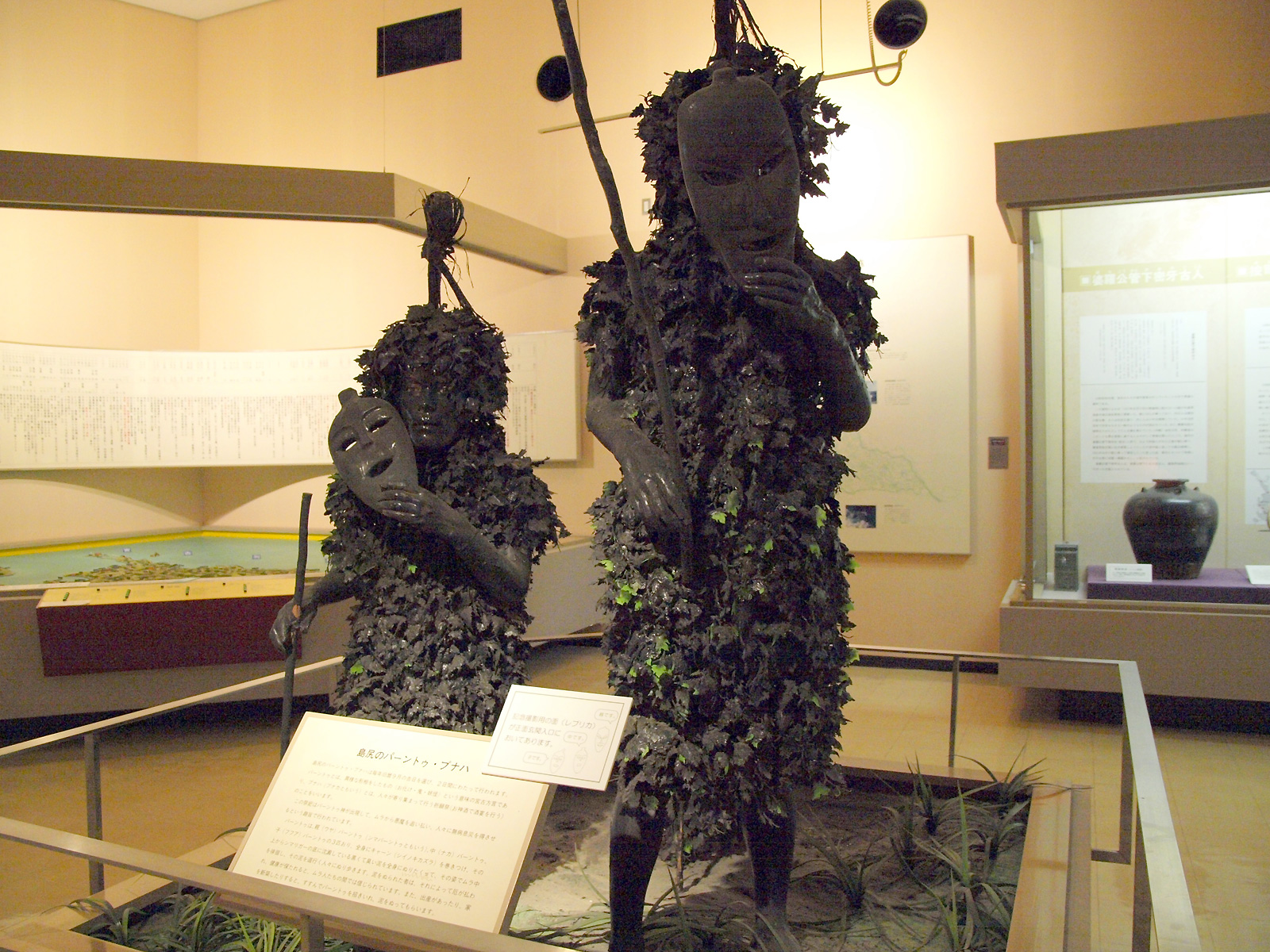
Музей